# بيرسيبترون

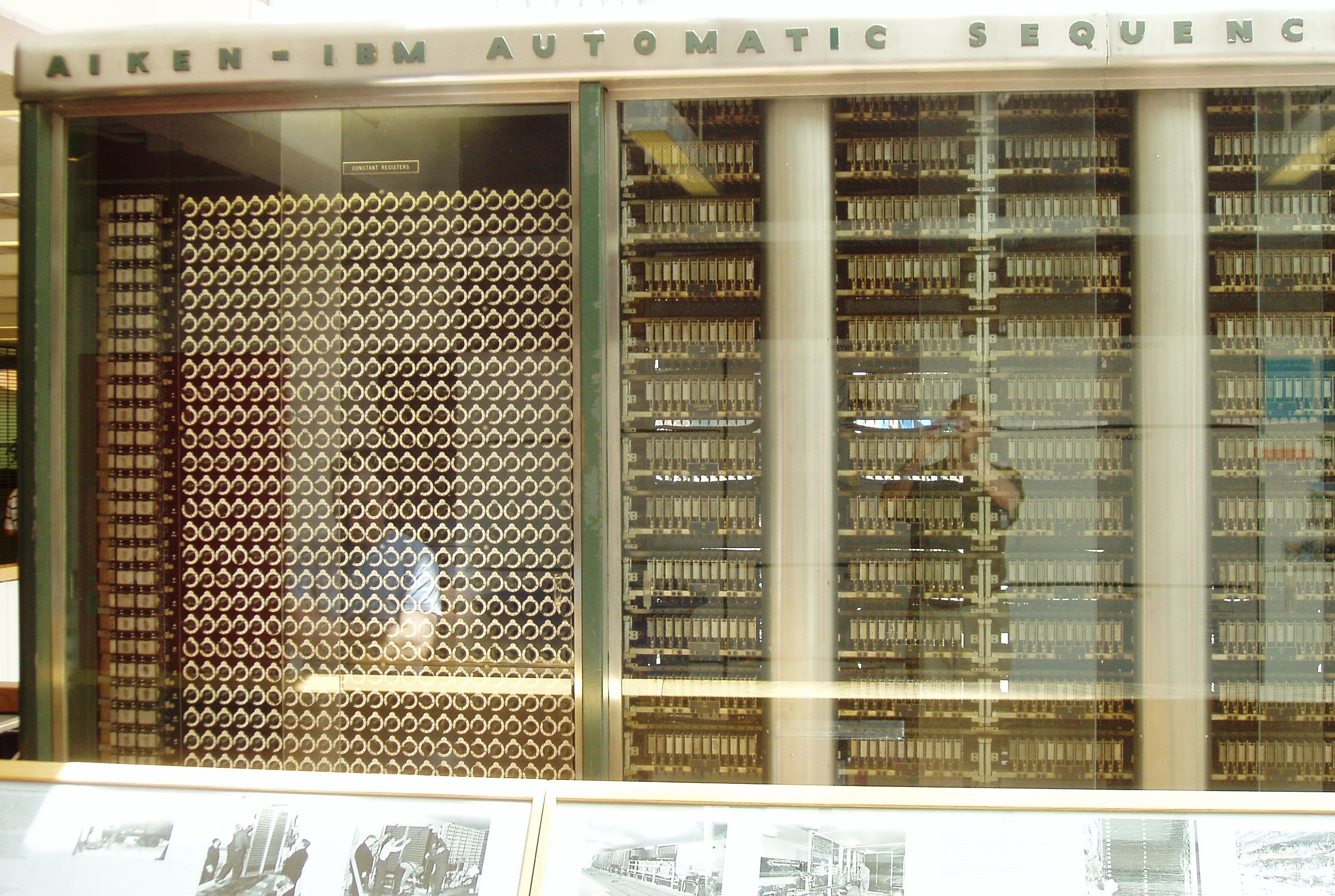
هارفارد مارك I هو أول جهاز يطبق خوارزمية بيرسيبترون

البيرسيبترون (بالإنجليزية: Perceptron) إحدى أبسط أنواع الشبكات العصبونية أمامية التغذية، حيث لا يحتوي على طبقة عصبونات خفية بل تنتقل المعلومات المدخلة من الطبقة الأمامية إلى النهائية مباشرة.
أول من استحدث شبكة البيرسيبترون كان فرانك روزينبلات Frank Rosenblatt عام 1957.
تتكون الشبكة من عصبونات دخل وعصبونات خرج، وتربط بينها موصلات ذات أوزان قابلة للتعديل، ويشكل تعديل الأوزان محور عملية التعلم لشبكة بيرسبترون العصبونية. وهو محاولة محاكاة للخلايا العصبية لدى الإنسان.

## اقرأ أيضًا
- تعلم الآلة